# Маска Агамемнона

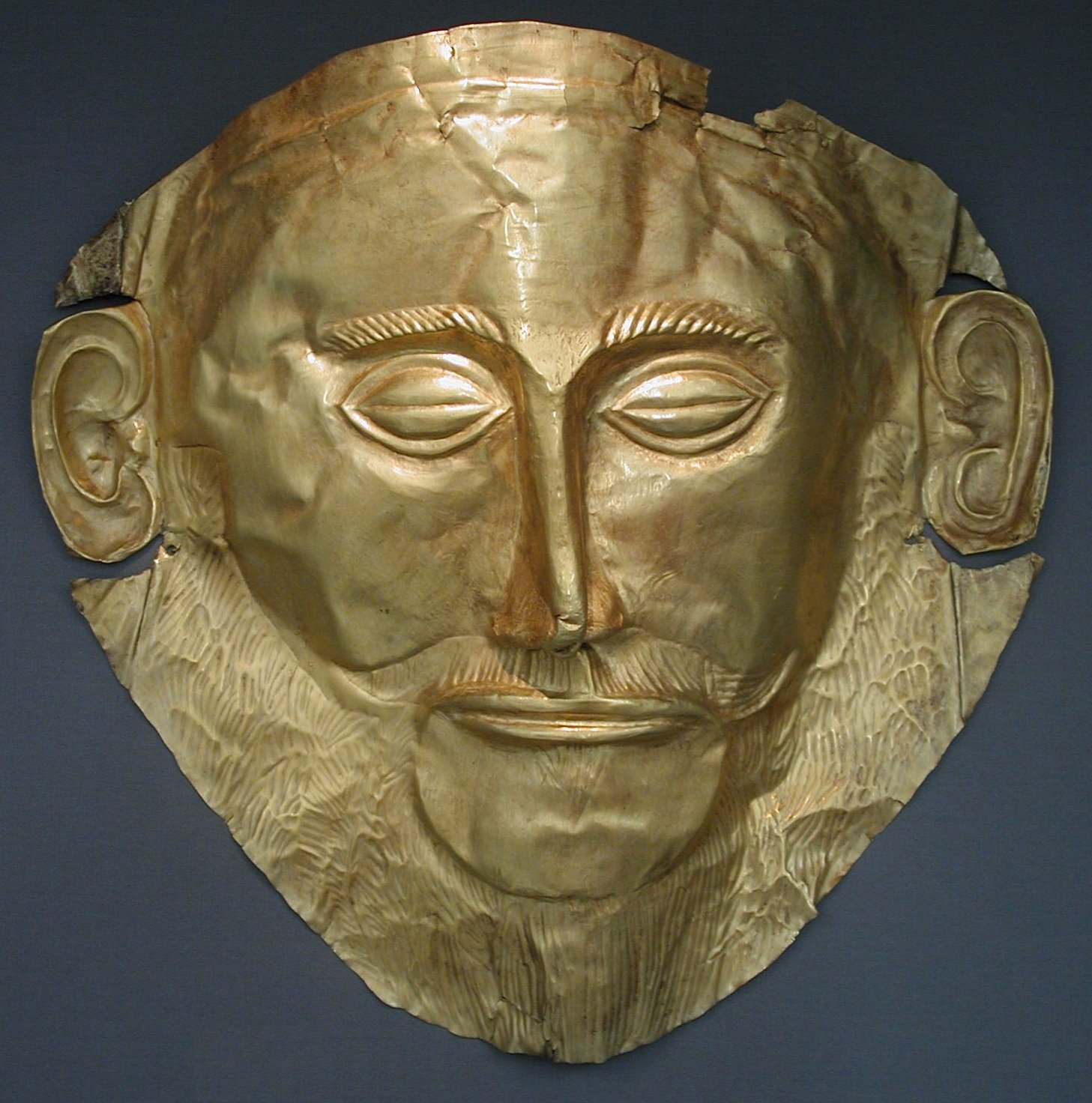
Золота Маска Агамемнона, Національний археологічний музей Афін

Маска Агамемнона — золота поховальна маска середини 2 тисячоліття до нашої ери, знайдена 1876 року в Мікенах Генріхом Шліманом. Свою назву отримала від легендарного царя Агамемнона, оскільки Шліман був упевнений, що знайшов його могилу. Проте за часом створення маска виявилась давнішою. За різними припущеннями, вона може належати Лінкею, або його правнуку Персею.

## Історія знахідки
Маска знайдена в ході розкопок біля Левових воріт, на західній стороні мікенских укріплень. Шліман виявив групу поховань (могильне коло А), що складається з п'яти шахтових гробниць. У них знайдено 15 чоловічих, жіночих та дитячих скелетів. Обличчя деяких чоловіків були вкриті золотими масками. Крім них у похованнях знайдені золоті діадеми, пряжки, сережки і золоті ваги для «зважування душ». Загальна вага золотих скарбів становила 15 кілограм.
У гробницях знайдено загалом 5 золотих поховальних масок, останню з них за часом виявлення Шліман пов'язав з легендарним царем Мікен. Генріх Шліман був упевнений, що знайшов гробницю легендарного царя Агамемнона. Королю Греції він писав: «З великою радістю повідомляю Вашій Величності, що мені вдалося знайти поховання, в яких були поховані Агамемнон, Кассандра, Еврімедонта та його друзі, яких убили під час трапези Клітемнестра і її коханець Егіст».

## Опис маски
Маска зображує обличчя літньої людини із бородою та тонким носом, близько посадженими очима і великим ротом. Особа відповідає індоевропейскому типу. Кінчики вусів підняті вгору в формі півмісяця, біля вух видно бакенбарди. Маска має отвори для нитки, якою її кріпили до обличчя покійного.
Всі знайдені в гробницях артефакти, включаючи Маску Агамемнона, перебувають в експозиції Національного археологічного музею Афін. В археологічному музеї Мікен виставлена копія маски.